# Tipula (Vestiplex) subtestata
Tipula (Vestiplex) subtestata is een tweevleugelige uit de familie langpootmuggen (Tipulidae). De soort komt voor in het Palearctisch gebied.